# Chiesa di Santa Margherita (Brugherio)
La chiesa di Santa Margherita è un oratorio del sedicesimo secolo, dedicato a santa Margherita di Antiochia, che si trova nella frazione Baraggia di Brugherio. È annessa a Villa Brivio, di cui faceva parte già nel cinquecento.

## Descrizione

### Storia
La prima testimonianza della sua esistenza risale al 1578, quando Carlo Borromeo si recò in visita pastorale a Brugherio, dopo aver visitato Monza, per fondare la parrocchia di San Bartolomeo. Il giorno successivo, l'arcivescovo visitò la chiesetta di Santa Margherita, annessa all'abitazione di Giovan Battista Bernareggi (oggi Villa Brivio), "in Baragia". Negli atti di quella visita si legge:
A quell'epoca la cappella era già in cattive condizioni, tanto che nel 1594 non si celebrava più la messa. Il figlio di Giovan Battista Bernareggi si impegnò allora "propris sumptibus" a restaurarla e fornirla delle suppellettili necessarie, in quanto la chiesetta era importante per i bisogni spirituali degli abitanti di Baraggia.

### Architettura e note artistiche
La chiesa è stata profondamente rimaneggiata e poco rimane del suo aspetto originario. La pianta è ellittica, mascherata esternamente dalla struttura squadrata. Lo spazio interno è reso simmetrico dall'alternarsi delle balaustre del presbiterio e delle porte della sacrestia, in legno dipinto e finto marmo. L'altare è in marmo e legno, sormontato da una tela ottocentesca della Crocifissione. Probabilmente questo dipinto sostituisce quello assai più pregevole, di scuola procaccinesca, che raffigura Santa Margherita d'Antiochia con la palma del martirio e che si trova ora collocato sulla parete sinistra della navata. La volta reca un affresco del XVII secolo, che ha una finta cornice rettangolare sostenuta da mensole. Esso ritrae una porzione di cielo con la Madonna Assunta. Da segnalare, infine, una statua barocca in legno dorato e dipinto, raffigurante la Madonna del Rosario, che si trova in una nicchia, sempre sulla parete sinistra della chiesa. L'esterno della chiesa è estremamente semplice: la facciata è a capanna, con cornicioni molto in risalto nella zona intermedia e alla sommità. Interessante, infine, è il campanile che si eleva a sinistra della facciata.